# (14360) Ipatov
(14360) Ipatov (1988 CV4) – planetoida z pasa głównego asteroid okrążająca Słońce w ciągu 5,68 lat w średniej odległości 3,18 j.a. Odkryta 13 lutego 1988 roku.